# Biblioteca Pública de St. Paul

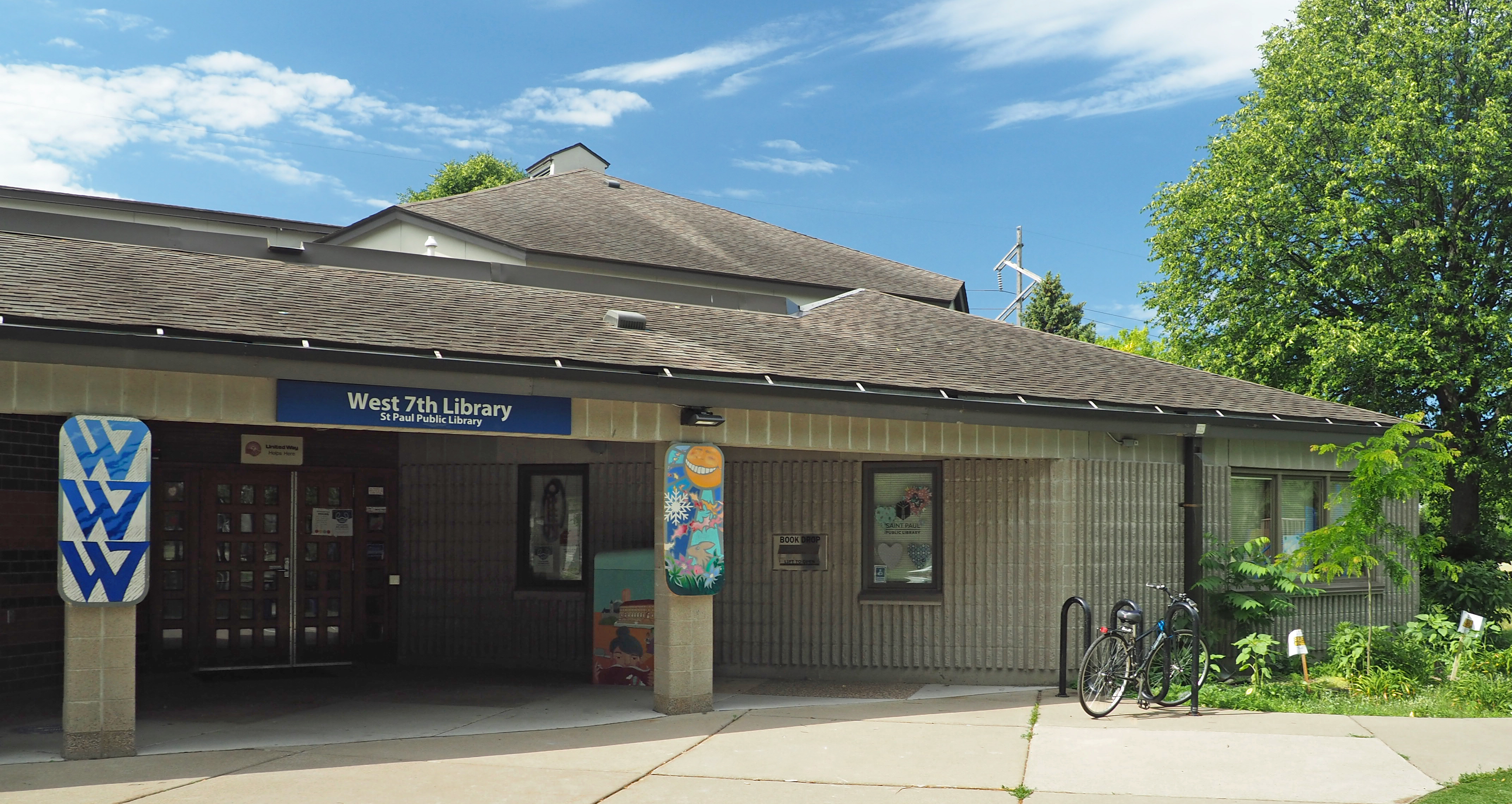
Biblioteca West Seventh, 265 Oneida St, Saint Paul, Minnesota, EE. UU. Visto desde el noreste.

La Biblioteca Pública de St. Paul (inglés: St. Paul Public Library) es el sistema de  bibliotecas en St. Paul, Minnesota, Estados Unidos. El sistema cuenta con una biblioteca central, diversas sucursales, y una biblioteca móvil.

## Bibliotecas
- Central Library
- Arlington Hills
- Dayton's Bluff
- Hamline Midway
- Highland Park
- Merriam Park
- Rice Street
- Riverview
- Rondo Community Outreach
- Saint Anthony Park
- Sun Ray
- West Seventh[2]